# Krzysztof Kęciek
Krzysztof Kęciek (ur. 30 czerwca 1963 w Piasecznie) – polski publicysta i historyk.

## Życiorys
W 1988 roku ukończył studia na Wydziale Historycznym Uniwersytetu Warszawskiego, pracę magisterską pt. „Uzurpacja Eugeniusza 392–394” napisał pod kierunkiem Ewy Wipszyckiej. Był dziennikarzem „Sztandaru Młodych”. Publikuje m.in. na łamach „Przeglądu”, „Focusa”, „Angory” i „Newsweeka Historia”. Mieszka w Warszawie.

## Wybrane publikacje
- Dzieje Kartagińczyków. Historia nie zawsze ortodoksyjna, Warszawa: „Askon”[3], "Attyka"[4], 2003. Brak numerów stron w książce
- Wojna Hannibala. Warszawa: Dom Wydawniczy Bellona, 2005[5]
- Starożytność wyklęta. Archeolodzy i łowcy sensacji. Warszawa: „Attyka”, 2008[6]
- Wojny macedońskie Warszawa:  „Attyka”, 2012[7]
- Zagłada występnej Sodomy, Attyka, 2014. Brak numerów stron w książce

Seria Historyczne bitwy:
- Benewent 275 p.n.e., Warszawa: Bellona, 2001, ISBN 83-11-09378-4. Brak numerów stron w książce
- Kynoskefalaj 197 p.n.e., Warszawa: Bellona, 2002, ISBN 83-11-09471-3. Brak numerów stron w książce
- Magnezja 190 p.n.e., Warszawa: Bellona, 2003, ISBN 83-11-09644-9. Brak numerów stron w książce